# Operace Fortune: Ruse de guerre
Operace Fortune: Ruse de guerre (v anglickém originále Operation Fortune: Ruse de Guerre) je britsko-americká špionážní akční filmová komedie z roku 2023, kterou režíroval Guy Ritchie a napsali ji Ritchie, Ivan Atkinson a Marn Davies. Ve filmu hrají Jason Statham, Aubrey Plaza, Josh Hartnett, Cary Elwes, Bugzy Malone a Hugh Grant. Film pojednává o špionovi Orsonu Fortuneovi (Jason Statham), který musí získat zpět ukradené high-tech zařízení dříve, než ho obchodník se zbraněmi (Hugh Grant) prodá tomu, kdo nabídne nejvíc.
Film byl v mezinárodních kinech uveden 4. ledna 2023 a ve Spojených státech 3. března 2023. Ve Spojeném království byl vydán digitálně na Amazon Prime Video 7. dubna 2023.

## Děj
Ukrajinský gang ukradne zařízení zvané „Rukojeť“, jehož hodnota se odhaduje na miliardy. Britská vláda najme Nathana Jasmine, aby ho získal zpět dříve, než ho překupník se zbraněmi Greg Simmonds prodá nejvyšší nabídce. Nathan sestaví tým v čele se špiónem Orsonem Fortunem, společně se Sarah Fidel, JJ Daviesem a dalšími. V Madridu hledají kurýra, který má přepravit harddisk s daty z Rukojeti. Jejich akci přeruší Mike, Nathanův rival, kterého najali ke stejnému úkolu. Sarah jako zkušená hackerka stihne data zkopírovat první.
Zjistí, že Simmonds pořádá charitativní gala ve francouzském Cannes. Tým ho chce infiltrovat pomocí vydírání Simmondsova oblíbeného herce Dannyho Francesca, který má Simmondse rozptýlit. Simmonds pozve Dannyho a Michaelu (což je Sarah) do své vily v Turecku. Orson mezitím v přestrojení za lupiče napadne sídlo mafie a pomůže Sarah proniknout do jejich počítačového systému. Britská vláda Nathana varuje, že Rukojeť je pokročilá AI schopná překonat jakýkoli bezpečnostní systém.
V Turecku se tým připravuje na výměnu. Orson v přestrojení za právníka Simmondse dojednává obchod, když Mike se svými muži zaútočí, všechny kromě sebe zabije a Rukojeť ukradne. Ukáže se, že Mike zradil a jedná na vlastní pěst. I přes neshody Simmonds souhlasí s pomocí – Mike ho totiž připravil o provizi.
Simmonds prozradí, že kupci byli biotechnologičtí magnáti Trent a Arnold, kteří hromadí zlato a chtějí pomocí Rukojeti vyvolat kolaps světových financí. Orson a JJ proniknou přes bezpečnost, zatímco Simmonds a Danny se v budově setkají s kupci. Simmonds je vydírá tím, že může zabít jejich blízké, pokud mu nezaplatí. Podaří se jim utéct právě, když se situace vymkne kontrole. Orson nakonec najde jen Mikea, kterého porazí a získá Rukojeť zpět.
Později v Dauhá tým dostane další nabídku na misi, ale rozhodne se pro dovolenou. Orson oznámí, že peníze z přepadení mafie použil na financování Dannyho nového filmu o událostech celého případu, kde Danny hraje Simmondse a Simmonds působí jako producent.

## Obsazení
- Jason Statham jako Orson
- Aubrey Plaza jako Sarah
- Cary Elwes jako Nathan
- Hugh Grant jako Greg Simmonds
- Josh Hartnett jako Danny
- Bugzy Malone jako J.J.
- Eddie Marsan jako Knighton
- Peter Ferdinando jako Mike
- Lourdes Faberes jako Emilia
- Max Beesley jako Ben Harris
- Eugenia Kuzmina jako Marcia
- Bestemsu Özdemir jako Vivienne
- Kaan Urgancıoğlu jako Casa
- Tom Rosenthal jako Trent